# Vaccino contro la carie
Con vaccino contro la carie ci si riferisce a un ipotetico vaccino atto a prevenire e proteggere dalla carie dentaria. Nonostante numerosi studi tuttavia, nessun vaccino contro la carie è mai stato commercializzato. La carie è, secondo l'Organizzazione mondiale della sanità, la malattia non trasmissibile più diffusa nel mondo. Essa nasce dall'azione simultanea di numerosi batteri (come lattobacilli, bifidobatteri) e a causa di ciò lo sviluppo di un ipotetico vaccino rimane un lavoro complesso e incompiuto. Lo Streptococcus mutans è stato identificato come il principale agente eziologico della carie dentale umana. Lo sviluppo di un vaccino contro la carie è oggetto di studio dagli anni 1970. Nel 1972, si diceva che un vaccino contro la carie fosse in fase di sperimentazione sugli animali in Inghilterra e che presto avrebbe iniziato la sperimentazione sull'uomo. Tuttavia, le difficoltà intrinseche nello sviluppo di un vaccino, insieme alla mancanza di forti interessi economici, sono le ragioni per cui ancora oggi tale vaccino non è disponibile in commercio. Diversi tipi di vaccini vengono sviluppati nei centri di ricerca, con alcuni tipi di vaccini contro la carie considerati in grado di diminuire o prevenire l'impatto della carie dentale sui giovani.

## Cause della carie e funzionamento di un ipotetico vaccino
Le carie sono malattie dentali causate da batteri, favorite da diversi fattori:
- La scarsa igiene orale, che permette l'accumulo di placca batterica e di residui alimentari sulla superficie dei denti.
- L'alimentazione ricca di zuccheri e carboidrati raffinati, che forniscono il nutrimento ai batteri responsabili della carie.
- Il consumo frequente di bevande acide, come succhi di frutta, bibite gassate e alcolici, che erodono lo smalto dei denti e ne riducono la resistenza agli attacchi batterici.
- Il fumo di sigaretta, che altera la flora batterica orale e favorisce l'infiammazione delle gengive.
- Alcune malattie sistemiche, come il diabete, che compromettono la salute orale e la capacità di difesa dell'organismo.
- Alcuni farmaci, come gli antibiotici, gli antistaminici e gli antidepressivi, che possono causare secchezza della bocca e ridurre la produzione di saliva, che ha un'azione protettiva sui denti.
- Un ipotetico vaccino contro la carie dovrebbe essere in grado di stimolare il sistema immunitario a produrre anticorpi specifici contro i batteri responsabili della carie, in modo da prevenirne la colonizzazione dei denti. Inoltre, il vaccino dovrebbe essere sicuro, efficace, economico e facilmente somministrabile.

## Tentativi con anticorpi
I primi tentativi hanno seguito un approccio tradizionale alla vaccinazione in cui è stato introdotto il normale S. mutans per promuovere una reazione del sistema immunitario, stimolando la produzione di anticorpi.
Planet Biotechnology ha sviluppato un anticorpo monoclonale contro S. mutans, denominato CaroRx, prodotto con piante di tabacco transgeniche. È un vaccino terapeutico, applicato una volta ogni diversi mesi. Gli studi clinici di fase II sono stati interrotti nel 2016.
L'Associazione internazionale per la ricerca dentale e l'Associazione americana per la ricerca dentale hanno annunciato uno studio condotto dall'Accademia cinese delle scienze che ha esaminato l'utilizzo di un vaccino inalato che utilizza un filamento proteico come veicolo di somministrazione. Gli studi condotti sui ratti hanno mostrato un aumento della risposta anticorpale insieme a una diminuzione della quantità di Streptococcus mutans che aderisce ai denti, portando a un numero significativamente inferiore di carie osservate nella popolazione testata.

## Tentativi di terapia sostitutiva
Su una diversa linea di ricerca, Jeffrey Hillman dell’Università della Florida ha sviluppato un ceppo geneticamente modificato di Streptococcus mutans chiamato BCS3-L1, che è incapace di produrre acido lattico, l’acido che dissolve lo smalto dei denti e sostituisce in modo aggressivo la flora nativa. Nei test di laboratorio, ai ratti a cui è stato somministrato BCS3-L1 è stata conferita una protezione per tutta la vita contro S. mutans. BCS3-L1 colonizza la bocca e produce una piccola quantità di un lantibiotico, chiamato MU1140, che gli consente di sconfiggere S. mutans. Hillman ha suggerito che il trattamento con BCS3-L1 negli esseri umani potrebbe anche fornire una protezione per tutta la vita o, nel peggiore dei casi, richiedere riapplicazioni occasionali. Ha affermato che il trattamento sarebbe disponibile negli studi dei dentisti e "probabilmente costerà meno di 100 dollari". Il prodotto era stato sviluppato da Oragenics, ma è stato accantonato nel 2014, citando preoccupazioni normative e problemi relativi ai brevetti. Nel 2016, Oragenics ha ricevuto un brevetto di 17 anni per il prodotto.
In rare occasioni il ceppo nativo di S. mutans fuoriesce nel sangue, causando potenzialmente pericolose infezioni cardiache. Non è chiaro quanto sia probabile che BCS3-L1 faccia lo stesso.
Un altro interessante approccio è stato sviluppato da BASF, che si concentra sulla sostituzione della flora batterica orale naturale, in particolare dei lattobacilli, con una specifica varietà denominata L. anticarie. Questa varietà è in grado di prevenire l'adesione di Streptococcus mutans allo smalto dentale, riducendo così la formazione della placca. Tuttavia, va notato che questa strategia non mira a stabilire una popolazione duratura di L. anticarie nel cavo orale, ma piuttosto a ricostituirla periodicamente attraverso l'uso di una gomma da masticare contenente questo organismo benefico.
L'Università di Leeds ha anche iniziato la ricerca su un peptide scoperto di recente noto come P11-4. Quando applicato su una cavità ed entra in contatto con la saliva, questo peptide si assembla in una matrice fibrosa o impalcatura, attirando il calcio e consentendo così al dente di rigenerarsi. La società svizzera Credentis ha concesso in licenza il peptide e ha lanciato un prodotto chiamato Curodont Repair nel 2013. Studi recenti mostrano un effetto clinico positivo.

## Vaccini a DNA
Gli sforzi per sviluppare un vaccino contro le carie dentali basato sulla tecnologia del DNA hanno dimostrato notevoli successi in studi condotti su modelli animali. È plausibile che si stiano avvicinando tempi in cui saranno disponibili vaccini mirati specificamente agli elementi chiave responsabili della colonizzazione del batterio Streptococcus mutans, rendendoli più efficaci grazie all'uso di adiuvanti sicuri e al miglioramento dei mezzi di somministrazione. Alcuni esperti ritengono che un approccio sensato per lo sviluppo di un vaccino anti-carie potrebbe coinvolgere antigene proteici con regioni immunogeniche essenziali, fondamentali per la prevenzione della formazione di placca dentale.

## Trattamento batteriofago
È stato preso in considerazione l'uso dei batteriofagi Enterococcus faecalis come forma di trattamento della carie, poiché sono in grado di mantenere una stabilità persistente nella saliva umana.